# Lista de municípios do Brasil por densidade demográfica
Lista das 10 cidades do Brasil por densidade demográfica, em ordem decrescente, baseada nos dados da Sinopse do Censo Demográfico do IBGE 2022. A última coluna lista também a estimativa calculada pelo IBGE para 28.º de junho de 2022 segundo o portal IBGE Cidades.
| Posição | Município             | Estado         | População (hab) (2022) | Área (km²) (2022) | Densidade (hab/km²) (2022) |
| ------- | --------------------- | -------------- | ---------------------- | ----------------- | -------------------------- |
| 1       | Taboão da Serra       | São Paulo      | 273 542                | 20,388            | 13 416,81                  |
| 2       | Diadema               | São Paulo      | 393 237                | 30,732            | 12 795,69                  |
| 3       | São João de Meriti    | Rio de Janeiro | 440 962                | 35,216            | 12 521,64                  |
| 4       | Osasco                | São Paulo      | 743 432                | 64,954            | 11 445,52                  |
| 5       | Carapicuíba           | São Paulo      | 387 121                | 34,546            | 11 205,96                  |
| 6       | São Caetano do Sul    | São Paulo      | 165 655                | 15,331            | 10 805,23                  |
| 7       | Olinda                | Pernambuco     | 349 976                | 41,300            | 8 474,00                   |
| 8       | Fortaleza             | Ceará          | 2 428 678              | 312,353           | 7 775,43                   |
| 9       | Nilópolis             | Rio de Janeiro | 146 774                | 19,393            | 7 568,40                   |
| 10      | São Paulo             | São Paulo      | 11 451 245             | 1 521,202         | 7 527,76                   |
| 11      | Belo Horizonte        | Minas Gerais   | 2 315 560              | 331,554           | 6 988,18                   |
| 12      | Recife                | Pernambuco     | 1 488 920              | 218,435           | 6 803,60                   |
| 13      | Jandira               | São Paulo      | 121 988                | 17,523            | 6 765,14                   |
| 14      | Mauá                  | São Paulo      | 418 261                | 61,909            | 6 753,01                   |
| 15      | Belford Roxo          | Rio de Janeiro | 518 263                | 78,985            | 6 116,19                   |
| 16      | Ferraz de Vasconcelos | São Paulo      | 185 622                | 30,071            | 6 064,85                   |
| 17      | Poá                   | São Paulo      | 103 765                | 17,496            | 6 010,48                   |
| 18      | Rio de Janeiro        | Rio de Janeiro | 6 729 894              | 1 200,329         | 5 174,60                   |
| 19      | Barueri               | São Paulo      | 316 473                | 65,701            | 4 816,18                   |